# 森特維爾 (佛羅里達州)
森特維爾（英語：Centerville）是位於美國佛羅里達州萊昂縣的一個非建制地區。該地的面積和人口皆未知。

## 地理
森特維爾的座標為30°20′00″N 84°06′00″W / 30.33333°N 84.10000°W，而該地的平均海拔高度為54米（即177英尺）。